# Costaros

Costaros este o comună în departamentul Haute-Loire, Franța. În 2009 avea o populație de 612 de locuitori.